# 樂音舍
樂音舍（日语：／）是動畫及電影的音響製作公司。执行董事為音響監督鶴岡陽太。

## 主要成員

### 音響監督
- 鶴岡陽太（→）
- 菊田浩巳（→）

### 其他
- 名倉靖（錄音工程師）
- 杉山好美（音響製作擔當、錄音製作擔當、錄音製作）